# Districtul Sida
Sida (în thailandeză สีดา) este un district (Amphoe) din provincia Nakhon Ratchasima, Thailanda, cu o populație de 24.540 de locuitori și o suprafață de 170,1 km².

## Componență
Districtul este subdivizat în 5 subdistricte (tambon), care sunt subdivizate în 50 de sate (muban).
| 1. | Sida         | สีดา        |  |
| 2. | Phon Thong   | โพนทอง     |  |
| 3. | Non Pradu    | โนนประดู่    |  |
| 4. | Sam Mueang   | สามเมือง    |  |
| 5. | Nong Tat Yai | หนองตาดใหญ่ |  |